# Rebecca Solomon

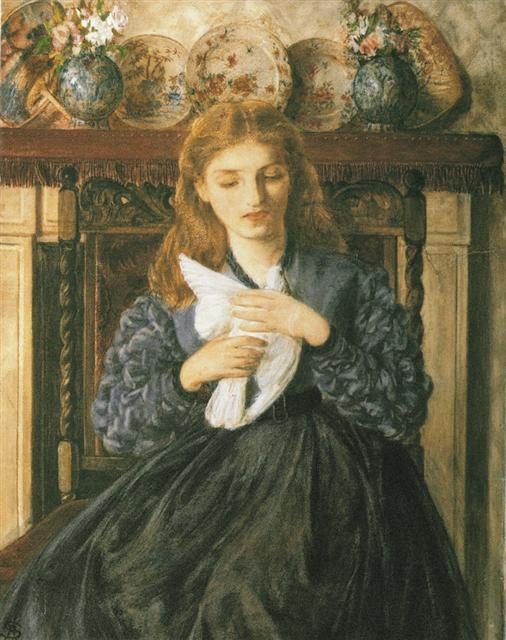
The Wounded Dove, 1866

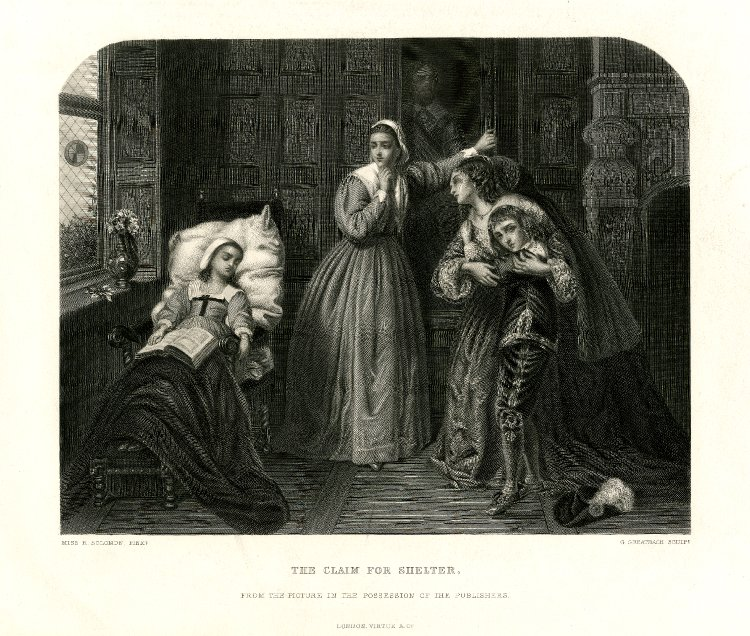
Ilustracja opublikowana w Art Journal, 1869

Rebecca Solomon (ur. 26 września 1832 w Londynie, zm. 20 listopada 1886 tamże) – angielska malarka, siostra Simeona i Abrahama Solomonów.
Urodziła się w zamożnej, ortodoksyjnej rodzinie żydowskiej jako jedno z siedmiorga dzieci. Jej pierwszym nauczycielem był starszy brat Abraham. Ze względu na płeć nie mogła studiować w Royal Academy i dlatego podjęła naukę w Spitalfields School of Design. Później pracowała jako asystentka prerafaelity Johna Everetta Millais’go, znała Edwarda Burne-Jonesa i kilkakrotnie pozowała dla niego. W latach 1852–1869 wystawiała w Royal Academy. Malowała portrety, sceny rodzajowe. obrazy historyczne i religijne, wykonywała też ilustracje do czasopism. Wiele jej prac subtelnie porusza tematykę niesprawiedliwości społecznej i równouprawnienia płci. W 1859 malarka dołączyła do grupy trzydziestu ośmiu kobiet artystów domagających się od Akademii Królewskiej, by ta otworzyła swoje podwoje dla kobiet.
Życie Rebekki Solomon było tragiczne, nigdy nie wyszła za mąż i żyła w cieniu swoich braci. Początkowo opiekowała się chorym na serce Abrahamem, a po jego przedwczesnej śmierci zamieszkała z Simeonem. Hulaszczy tryb życia młodszego brata oraz skandal jaki wywołał w 1873 roku zniszczyły jej karierę i życie osobiste. Według niepotwierdzonych do końca źródeł, podobnie jak Simeon cierpiała na chorobę alkoholową, zginęła pod kołami powozu 20 listopada 1886.
Zachowane prace malarki są nieliczne i rozproszone w kolekcjach prywatnych.